# 王安裔
王安裔（1041年—1087年），王泽之孙，王纪之子，辽朝燕京人。
王安裔自幼好学，专攻词赋，大康五年（1079年）进士及第，大康七年（1081年）担任涿州军倅公事。大康九年（1083年），改授中京内省判官。大安二年（1086年），改为泽州神山县令。有治绩。大安三年（1087年）去世，时年四十七岁。他娶天成军节度使张少微的女儿，被封为清河郡太君。其子王遃，官至郑州防御使、知侍卫马军都虞候；王慥，官至内供奉班袛候、左承制。六个女儿，二人出家，姐姐紫衣，妹妹德号。